# Owsianka (województwo pomorskie)
Owsianka (kaszb. Lãdof, niem. Landhof) – mała kolonia kaszubska w Polsce, położona w województwie pomorskim, w powiecie bytowskim, w gminie Czarna Dąbrówka. Wchodzi w skład sołectwa Kotuszewo.
W latach 1975–1998 kolonia administracyjnie należała do województwa słupskiego.
Obecna urzędowa nazwa kolonii to nazwa sztuczna utworzona przez Komisję Nazw Miejscowości i Obiektów Fizjograficznych.